# Xã Le Roy, Quận Mower, Minnesota
Xã Le Roy (tiếng Anh: Le Roy Township) là một xã thuộc quận Mower, tiểu bang Minnesota, Hoa Kỳ. Năm 2010, dân số của xã này là 354 người.